# Ramal Ferro Industrial Río Turbio

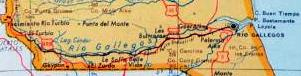
Mapa de los puntos más relevantes del ferrocarril en 1962 y antes del replanteo con Río Gallegos.

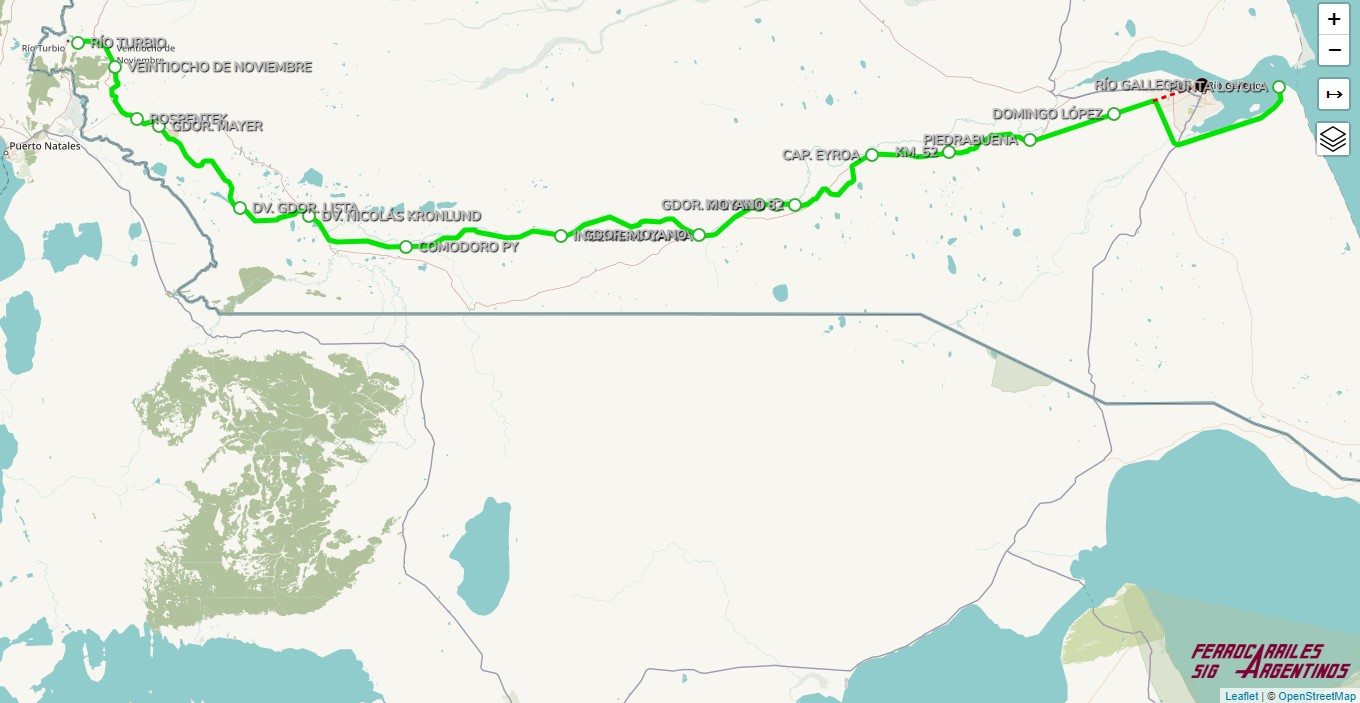
El ferrocarril en un mapa actual con sus principales puntos y con el nuevo tramo final que elude la capital provincial

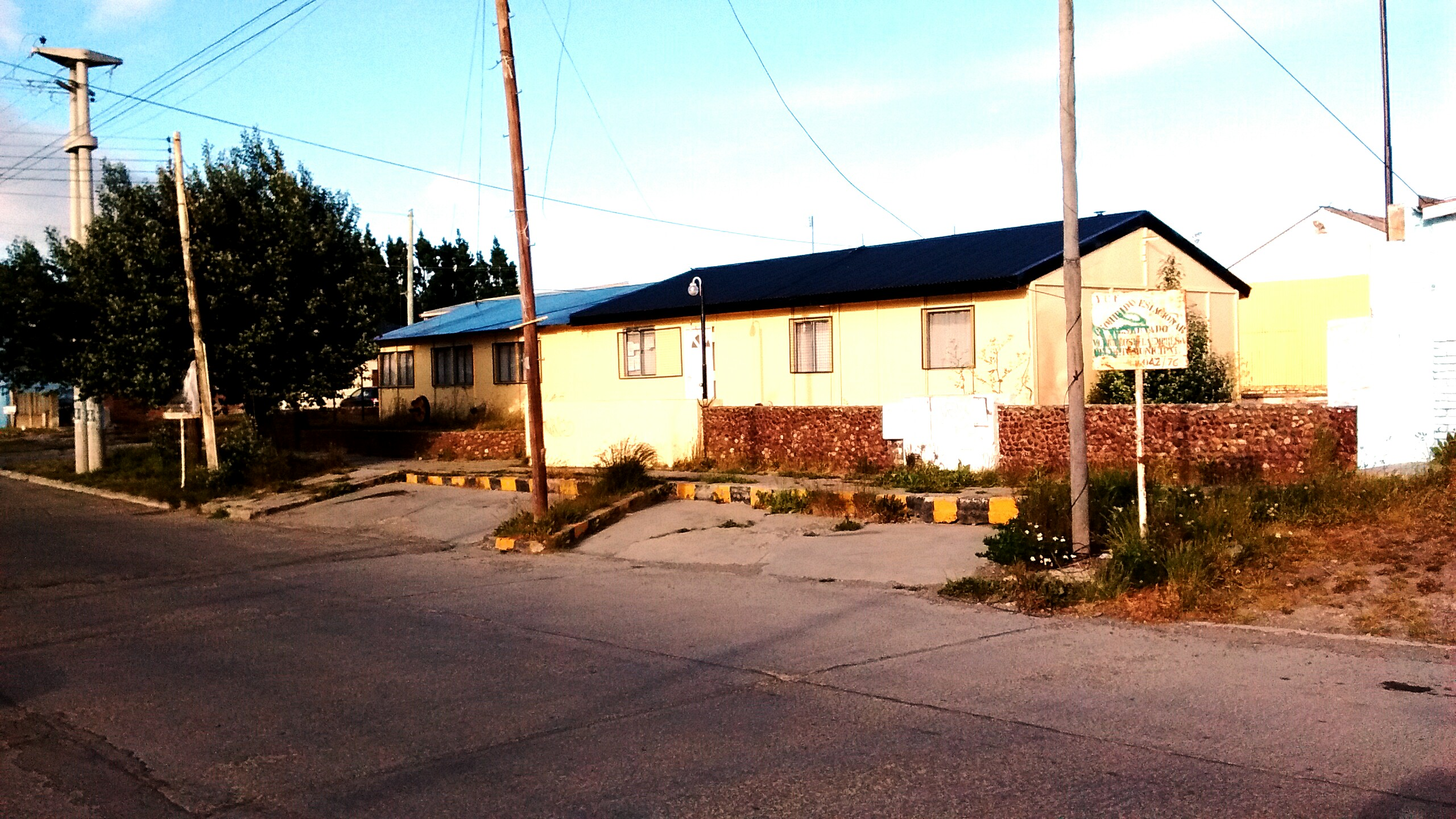
Administración del ferrocarril en Río Gallegos, hoy preservada en el predio de la exestación

El Ramal Ferro Industrial de Río Turbio o Ramal Ferro Industrial Río Turbio/Río Gallegos, también llamado en un período Ferrocarril Industrial Río Turbio y originalmente Ramal Ferro-Industrial Eva Perón, es un ramal ferroviario ubicado en el extremo sur de la Provincia de Santa Cruz, Argentina. La longitud entre estaciones terminales es de 284 km.
Si bien originalmente se utilizaba también para pasajeros, actualmente se emplea únicamente para cargas, uniendo la mina de carbón de Río Turbio, en la cordillera de los Andes y cercana a la frontera chilena, con el puerto de Punta Loyola, en cercanías de Río Gallegos. Se trata de un ramal de trocha angosta (750 mm) perteneciente a Yacimientos Carboníferos Río Turbio (antes Yacimientos Carboníferos Fiscales). Es el ramal de trocha angosta más austral del mundo en funcionamiento.
En los últimos años se adquirieron locomotoras y locotractores de origen rumano y soviético, usados aunque refaccionados a nuevos, así como vagones nuevos fabricados por EMEPA; y además se renovaron 30 km de vías.
Es uno de los componentes más importantes del Sistema Ferroviario en la Patagonia Argentina; aunque de tiene carácter público, su funcionamiento se desarrolla en forma aislada sin poder lograr conexión con el resto de los ferrocarriles. En cambio, su funcionamiento se posibilita con el transporte marítimo; el cual posibilitó su desempeño para exportar e importar sus cargas.  
Este ramal de trocha de 750 mm es el más austral y en la actualidad, junto con La Trochita, los únicos de esta trocha operativos en todo el mundo.

## El carbón de Río Turbio
La existencia de importantes yacimientos de carbón en la zona de Río Turbio era conocida desde finales del siglo XIX. En 1893, el geólogo Alcides Mercerat, después de reconocer la zona, informaba: “…en varios puertos de la región se encuentra entre estas placas terciarias poderosos yacimientos de carbón que llegarán algún día a tener importancia en la economía del país”. La explotación semiartesanal de las vetas superficiales se inició en la década de 1920. 
Pero el rendimiento energético del carbón de Río Turbio, inferior al que se importaba de Europa, y sobre todo la distancia y las dificultades de comunicaciones entre el área productora y los centros de consumo hacían ineficiente su empleo. [cita requerida]
Esta situación cambió drásticamente con la Segunda Guerra Mundial, al reducirse a niveles críticos la oferta internacional de carbón. En 1941 Yacimientos Petrolíferos Fiscales (YPF) crea la División Carbón Mineral que en 1943 inicia experimentalmente la producción en la Mina 1. En 1946 se crea la Dirección General de Combustibles Sólidos Minerales de la Empresa Nacional de Energía, a la que YPF transfiere los activos de la División Carbón Mineral. En 1946 se evalúan las reservas en cien millones de toneladas, en 1947 entra en producción la Mina 2, y en 1950 comienza a explotarse la Mina 3 y se construye la planta depuradora.

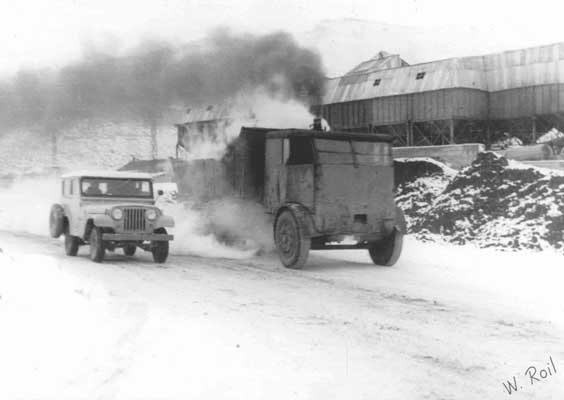
Un camión de vapor Sentinel S-6 en las minas de carbón de Río Turbio. Estos camiones fueron la última serie producida en 1949 por Sentinel Waggon Works de Shrewsbury, Inglaterra, y apodados "chufi" por los habitantes de la zona.

Restaba el problema de transportar la producción. En los primeros años, el transporte se realizaba en camiones con motor de gasolina; pero el balance energético era negativo: los camiones consumían más energía en el viaje de 520 kilómetros que la que transportaban. Se adquirieron entonces 110 camiones de vapor Sentinel S-6, la mayoría de 12 toneladas, que consumían carbón; aun así, la solución de transporte resultaba ineficiente.

## Planificación
A fines de la década de 1940 el Ministerio de Obras Públicas ordenó hacer estudios de factibilidad para la construcción de un ferrocarril que permitiera sacar el carbón explotado en las minas de Río Turbio (Provincia de Santa Cruz). Esta tarea fue encomendada por medio del decreto N° 9574/50 del 13 de mayo de 1950 al Ministerio de Transporte, designando como responsable al ingeniero Atilio Cappa, quien contaba con amplia experiencia como ingeniero principal de los Ferrocarriles del Estado.
Al comienzo se estudió la factibilidad de dos trazados distintos que unieran la mina de Río Turbio con la costa atlántica: uno a Puerto Santa Cruz y otro a Río Gallegos. La primera posibilidad si bien se consideraba que atravesaba una zona con un importante futuro agrícola-ganadero y una ría de aguas profundas, protegida y de fácil acceso, presentaba como desventaja una mayor dificultad en la construcción y una mayor distancia. Por su parte el recorrido a Río Gallegos presentaba un menor costo económico, facilidad de traslado de los materiales de construcción, así como se podía aprovechar el valle del río Gallegos. Esta segunda opción fue la elegida finalmente para la construcción del tendido ferroviario.
La elección de la trocha de 75 cm, bastante inusual para un trazado destinado a transportar grandes cargas, se tomó teniendo en cuenta la escasez de material ferroviario nuevo después de la Segunda Guerra Mundial, y la disponibilidad de equipamiento de ese tipo en la Argentina, adquirido en 1922 y depositado sin uso en Puerto Madryn como consecuencia de no haberse completado los ramales patagónicos de esa trocha.

## Construcción

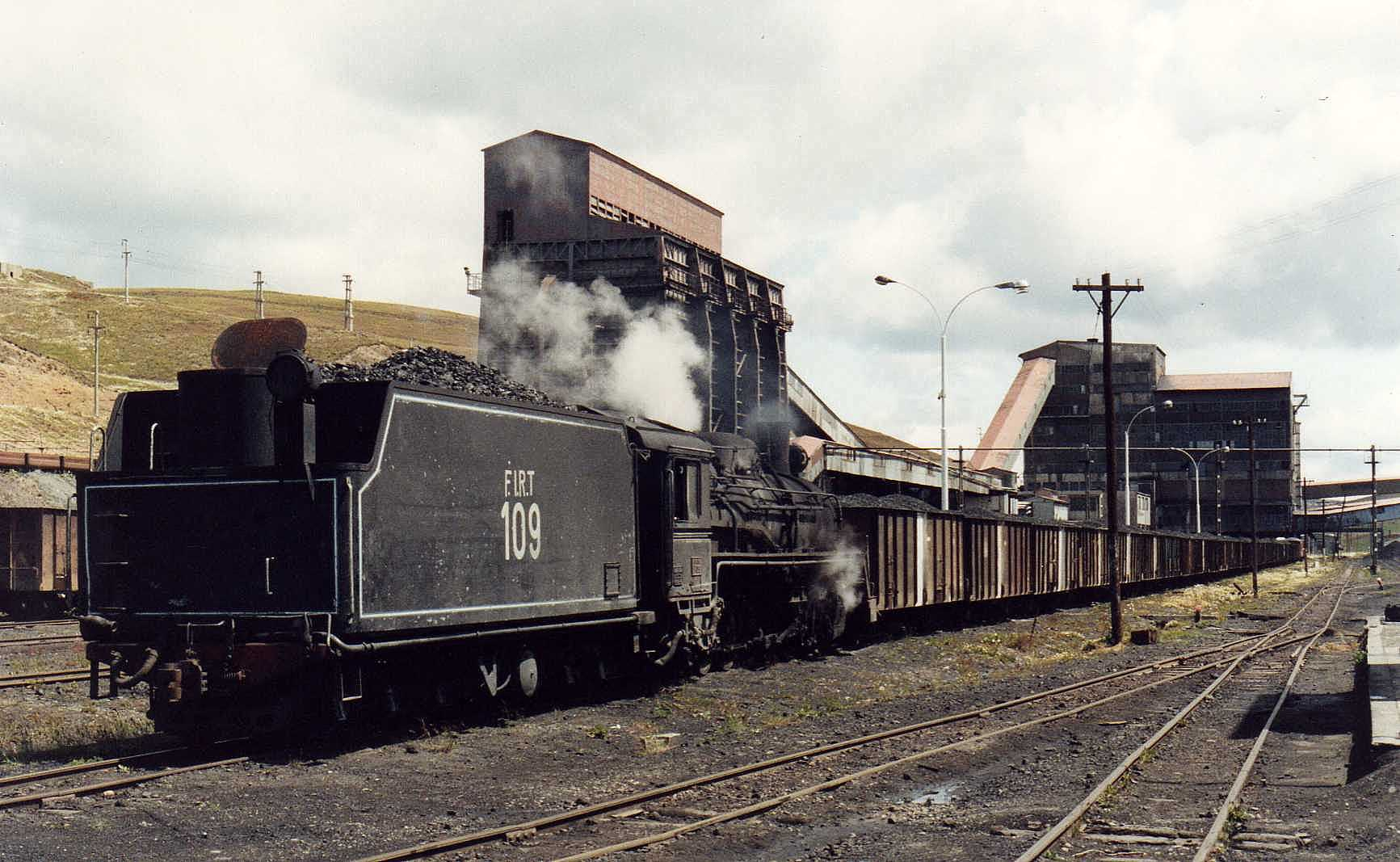
Locomotora No. 109 maniobrando un tren carbonero en Río Turbio, alrededor de 1996. Nótense las marcas FIRT, (Ferrocarril Industrial Río Turbio).

Las obras se iniciaron en agosto de 1950, cuando se llevaron los primeros materiales, comenzando la construcción en octubre del mismo año. Se concluyeron en el plazo de un año, constituyendo a partir de entonces en la línea industrial más austral del mundo. La denominación que se le dio fue de "Ramal Ferro industrial Eva Perón", sin embargo este nombre fue cambiado luego del golpe de Estado de 1955. A partir de ese suceso se llama "Ramal Ferro industrial de Río Turbio". El costo del proyecto estuvo evaluado en 100 millones de pesos. 
Para la construcción del ramal se reciclaron materiales de otras vías férreas, en especial rieles y durmientes que fueron llevados de prácticamente todo el país. Alrededor de 50 000 toneladas de equipos y materiales fueron trasladadas por mar a Río Gallegos; como el muelle no había sido construido aún, para llevar los materiales a tierra hubo que emplear lanchones de desembarco que habían sido utilizados en la reciente guerra mundial. En resumen, se usaron: 
- De Puerto Madryn: 300 km de vía y ocho locomotoras de vapor Henschel.
- De Ushuaia: 90 km de vía.
- Del Ferrocarril General Roca: 250 000 durmientes de trocha ancha (1676 mm), que fueron cortados, generando el doble de material, y dos locomotoras Henschel (una pilota y una grúa) del ramal de trocha angosta Línea Económica al Valle del Río Negro.
- De Puerto Belgrano: ciento noventa vagones de madera, de más de 6 toneladas que debieron modificarse debido a la trocha, aportados por el Ministerio de Marina

Las vías se construyeron con rieles de 17,36 kg por metro, con 1600 durmientes por kilómetro. Posteriormente los rieles fueron reemplazados casi totalmente por material más pesado, de 32 y 39 kg por metro. Hacia fines de 2008 se comenzaron trabajos de renovación de 30 km de vías y 90 000 durmientes.
En la construcción trabajaron aproximadamente 200 operarios, en su mayoría del Ferrocarril del Norte, quienes vivían en carpas o alojamientos improvisados. 
Entre 1961 y 1962 fueron transferido al ramal material rodante del recientemente cerrado Ferrocarril Central del Chubut. Se recibieron cincuenta vehículos, entre locomotoras, vagones y coches; uno era el del gerente de la línea. También, se envió un coche con baño, cocina, un salón, incluso con cama y pequeños lujos. Otro coche con 12 butacas pullman, restauradas y uno más con dos camas, cocina y baño. Además, otros charters que se acomodaban al tren carguero. Casi todos fueron usados por funcionarios, especialmente los relacionados con YCF; lo hacían en trenes charter, con tres coches de pasajeros.
Hasta 1995 el ramal finalizaba su recorrido en Río Gallegos con un recorrido total de 262 km. En 1993 se inició la construcción de la extensión que llega a Punta Loyola, cerrándose en 1995 la vía que comunicaba con Río Gallegos. Con ese cambio pasó a tener un recorrido total de 320 km. Esta obra fue realizada tanto por la empresa YCF (aportando rieles y durmientes) y el gobierno de la Provincia de Santa Cruz (construyendo el terraplén y el puente sobre el río Chico). A partir de este cambio los trenes pasan directamente a Punta Loyola. A su vez, las instalaciones de Río Gallegos han sido desactivadas y abandonadas. Sin embargo, en 2000 fueron cedidas por el gobierno nacional a la Provincia de Santa Cruz, a partir de esto han sido rehabilitados e integrados al paseo costanero de dicha ciudad.

## Operación

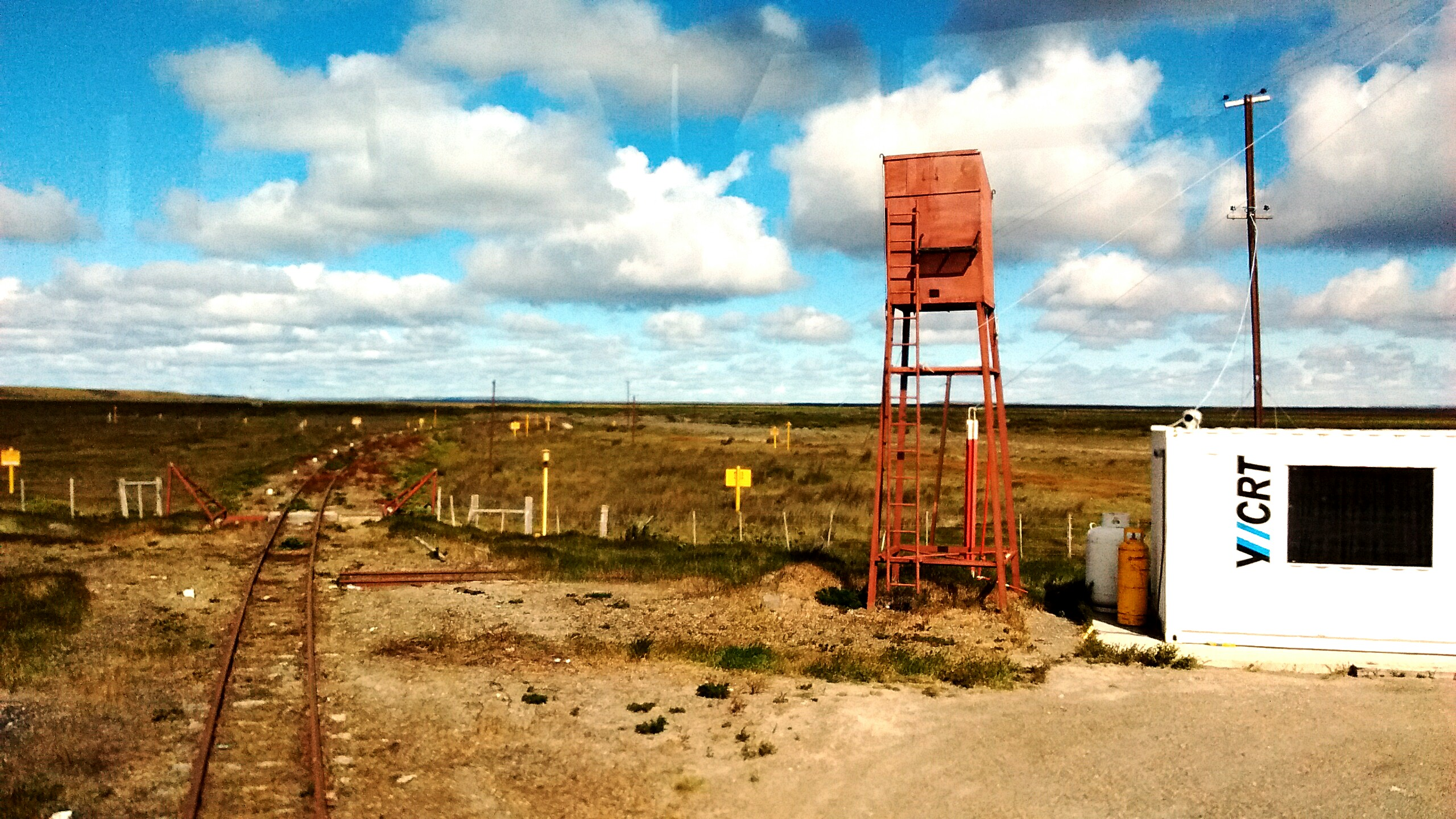
Paso a nivel sobre Ruta 3 con un apeadero. Las vías siguen hacia la desactivada la estación Río Gallegos

El ramal Ferro-Industrial de Río Turbio tenía como principal función el transporte de carbón y material para la explotación minera. Sin embargo, también se empleó para el transporte de pasajeros. El ramal contaba inicialmente con ocho estaciones. En un primer momento se les asignó el nombre de las estancias cercanas, pero luego se les otorgó nombres vinculados con la zona:
- Río Gallegos (inactiva desde 1995, hoy funciona un museo)
- Piedrabuena (originalmente Palermo Aike)
- Capitán Eyroa (originalmente Las Buitreras)
- Gobernador Moyano, parada intermedia activa (originalmente Bella Vista)
- Ingeniero Cappa (originalmente La Sofía)
- Comodoro Py (originalmente El Zurdo)
- Nicolás Kronlund (originalmente Glen Cross)
- Gobernador Lista (originalmente Kilómetro 201)
- Gobernador Mayer (originalmente Turbio Viejo)
- Julia Dufour (originalmente La Dorotea)
- Río Turbio (terminal, activa)
- Yacimiento (desmantelada)

El puerto de Río Gallegos, ubicado en la ría en que desemboca el curso fluvial homónimo, presenta problemas de calado y grandes diferencias de altura de mareas (con medias por encima de los 9 metros) Ello limita la capacidad de los buques, obliga a usar remolcadores, e impone la restricción de que los buques deben ser aptos para soportar sin inconvenientes la varadura. Por esas razones se construyó un puerto de aguas profundas en Punta Loyola, en el extremo sur de la boca de la ría. El nuevo puerto, que permite operar buques carboneros hasta 62 700 toneladas y petroleros hasta 38 000, fue habilitado en 1983, pero la extensión del ferrocarril solo se concretó entre 1993 y 1995. Se construyó un empalme en el kilómetro 9 de la traza, y de allí la extensión de 32 km hasta el puerto, incluyendo un doble puente sobre el río Chico y la nueva terminal:
- Estación Punta Loyola (terminal, activa desde 1995)

En 1956 contaban con 10 locomotoras japonesas Mitsubichi con capacidad para 12 toneladas de carbón. Adaptadas en Río Gallegos, podían arrastrar 1.500 toneladas. Sobre la trocha de 0.75 m avanzaban trenes de 60 vagones pero llegaron a contar con 136 como carga máxima. Las locomotoras consumían carbón grueso originario de la misma mina. Luego pasaron a usar carbón fino y después pulverizado. Contó orgulloso que estos cambios los experimentaban allí mismo y que llegaron a transportar las 12 millones de toneladas que produjo la mina de las primeras épocas. Había hasta 4 trenes diarios.
Fueron frecuentes las visitas a Río Turbio de todo tipo de funcionarios, especialmente los relacionados con YCF; lo hacían en ‘trenes charters’, con tres coches de pasajeros. Luego, tras el cierre del Ferrocarril Central del Chubut llegaron tras el año 1961/1962 unos cincuenta vehículos: locomotoras y vagones y coches; uno era el del gerente, un coche con baño y cocina, un salón y pequeños lujos, incluso con cama. Otro coche con 12 butacas pullman, restauradas y uno más con dos camas, cocina y baño. Se llegó a efectuar algunos charters que daban buenos ingresos y se acomodaban al tren carguero.
En julio de 1994 se entregó el derecho a explotación del complejo a Yacimientos Carboníferos de Río Turbio Sociedad Anónima (YCRT S.A). Se asignado un subsidio fijo anual que superaba los 20 millones y casi no se le exigió en términos de producción.. Los concesionarios sacaron de servicio las locomotoras a carbón incorporando 5 locomotoras diésel.

## Material

### Locomotoras
Henschel
Desde sus comienzos, y durante casi toda la década de 1950, el ramal operó con locomotoras de vapor Henschel construidas en 1922 que permanecían en depósito en Puerto Madryn. Dos de ellas, una 0-6-0T y una 0-8-0TG, fueron usadas durante la etapa de construcción; las restantes, seis máquinas con configuración 2-8-2, se usaron para la operación del servicio.
Mitsubishi

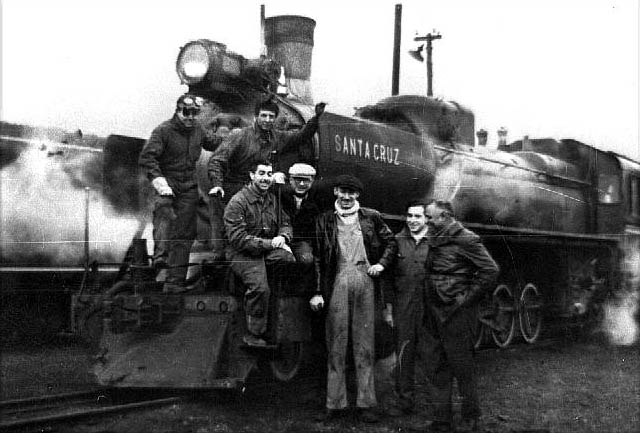
Locomotora Mitsubishi 2-10-2 N.º 110 “Santa Cruz” del RFIRT en 1959. En el centro, con pañuelo al cuello y gorra, el ingeniero Porta, gerente del RFIRT.

Pero la potencia de las Henschel, nominalmente alrededor de 411 BHP, era insuficiente para arrastrar los nuevos trenes carboneros. En 1956 se encargaron diez locomotoras más potentes, de 800 BHP nominales, configuración 2-10-2, a Mitsubishi Heavy Industries de Japón. Era una adaptación a trocha de 75 cm de un diseño original de Baldwin Locomotive Works para el Ferrocarril Central Norte Argentino. La primera serie de estas máquinas, compuesta de diez unidades fabricadas en los talleres Mihara de Mitsubishi con los números de serie 843 a 852, arribaron en 1958 y las Henschel fueron radiadas de servicio, excepto dos reconstruidas por ASTARSA en la década de 1960 que fueron empleadas por algunos años en servicio local de pasajeros para transporte de los trabajadores de la mina.
Las Mitsubishi pronto presentaron problemas relacionados con el depósito de carbón calcinado (clinker), debido al uso del combustible subbituminoso de Río Turbio. Por ello, y para aumentar la potencia, el ingeniero Livio Dante Porta, entonces gerente técnico del RFIRT, realizó una serie de importantes modificaciones en tres de las unidades. Porta incorporó el sistema de escape "Kylpor" (Kylala-Porta), la caja de fuegos Belpaire, el sistema de combustión GPCS de su invención, modificó pistones, válvulas y fogones, aumentó la presión de trabajo de la caldera de 199 a 228 psig (1,37 a 1,57 MPa, y redujo el número de tubos en la caldera de 108 a 88 para favorecer el sobrecalentamiento. Con estas modificaciones, que fueron generalizadas a toda la serie excepto una máquina e incorporadas a una nueva serie de diez 2-10-2 con números de serie 1135 a 1144 entregadas por Mitsubishi en 1964, se solucionaron los problemas de clinkering y se aumentó la potencia a 1200 BHP. Las locomotoras Mitsubishi con las mejoras de Porta operaron sin inconvenientes hasta 1997, cubriendo en un lapso de nueve a diez horas el trayecto de casi 300 kilómetros arrastrando regularmente trenes de 1700 toneladas y realizando pruebas con hasta 3190 toneladas, cargas extraordinarias para la trocha de 750 mm. Las Mitsubishi, con un peso total del orden de 90 toneladas y una longitud de 18 metros con ténder, son probablemente las locomotoras más grandes que hayan circulado por ramales con esa trocha en el mundo. 
Las previsiones de aumento de la producción de las minas de Río Turbio a 2,7 millones de toneladas anuales implicaban la insuficiencia del esquema de transporte provisto por las locomotoras 2-10-2. En consecuencia, se consideraron varias posibilidades: cambiar la tracción a diésel, electrificar el ramal, y hasta cambiar la trocha. El ingeniero Porta realizó algunos diseños preliminares de máquinas de vapor. De estos diseños, tres fueron publicados en fecha muy posterior e incluían una locomotora tipo Mallet 2-10-10-2 convencional capaz de arrastrar 5000 toneladas, otra Mallet con tanque de agua y lastre al frente 2-12-12-0, y una tipo Garratt 2-12-0+0-12-2 planeada para 4000 BHP y una capacidad de arrastre de 10000 toneladas. Pero el esquema energético de la Argentina fue orientándose cada vez más al uso de gas natural, y los proyectos de aumentar la producción carbonífera fueron descartados.
Tracción diésel

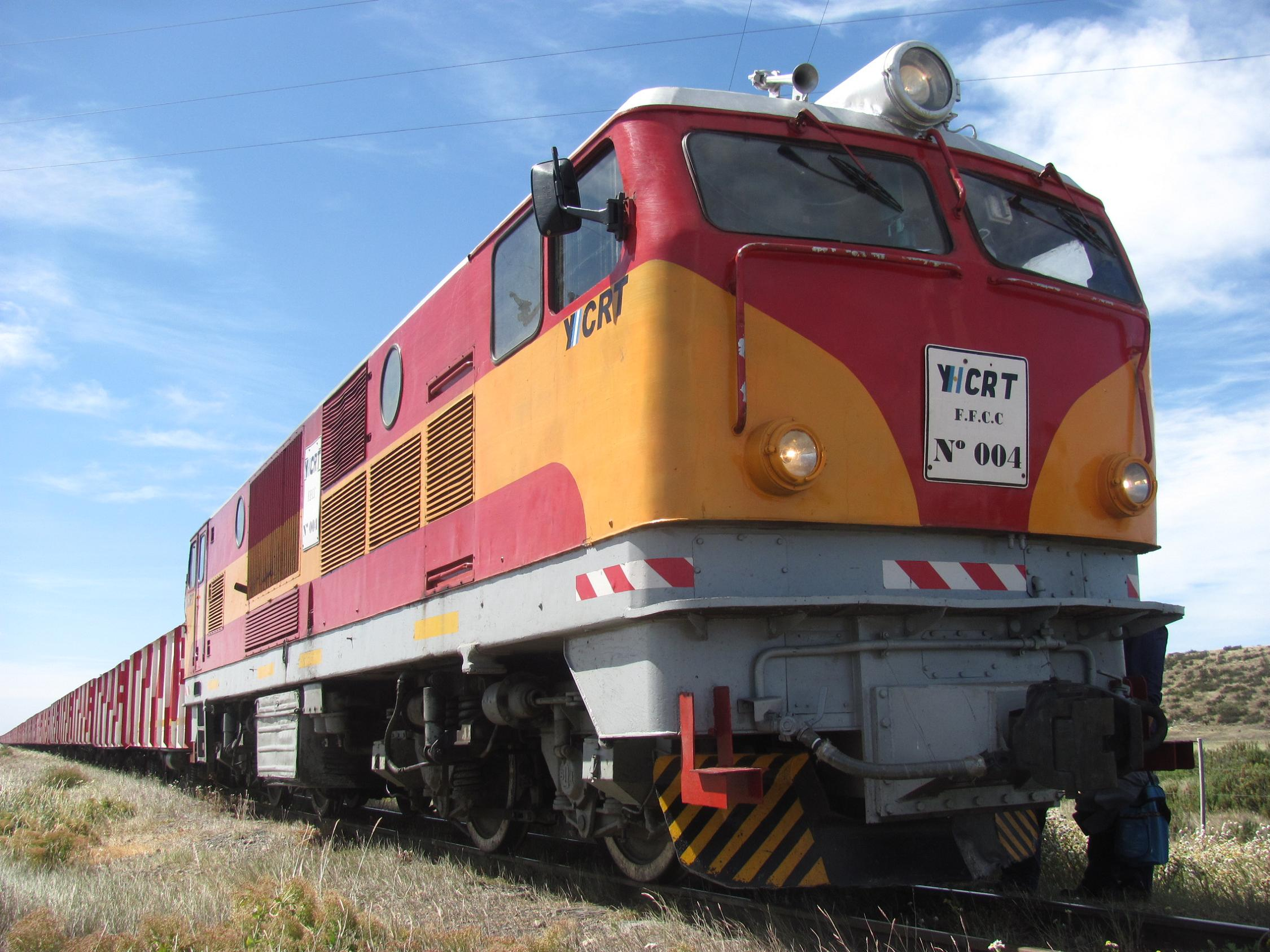
Locomotora FAUR N°004 de YCRT en 2013.

Luego de la privatización de Yacimientos Carboníferos Fiscales se consideró que las 2-10-2 habían llegado al fin de su vida útil, su mantenimiento se había tornado complejo y era cada ve más difícil conseguir personal capacitado para manejarlas, por lo que resultaba más adecuado reemplazarlas por máquinas diésel. En 1996 se adquirieron cinco locomotoras diésel-hidráulicas usadas a los Ferrocarriles Estatales de Bulgaria (Български държавни железници, BDZ), cuatro de las cuales fueron puestas en servicio y la quinta se retuvo para repuestos. Estas máquinas, basadas en la serie 75 de Henschel, tienen configuración UIC B-B, pertenecían a la serie 77 de los ferrocarriles búlgaros, y habían operado en el ramal de trocha angosta Septemvri-Dobrinishte (donde, curiosamente, habían reemplazado a máquinas de vapor 2-10-2 de origen polaco). Las locomotoras fueron fabricadas en 1988 por la empresa FAUR de Rumania y originalmente estaban equipadas con motores diésel Rába de 1000 BHP nominales, también fabricados en Rumania bajo licencia de la firma húngara; algunos de estos motores fueron reemplazados por Caterpillar D398 serie B de 1050 BHP durante la adaptación realizada por Electromac en Empalme Lobos. Como las locomotoras búlgaras estaban equipadas con frenos de aire comprimido, incompatibles con los frenos de vacío usados en el ramal, las formaciones operaron hasta 1997 con una FAUR para tracción y una Mitsubishi para freno, hasta que aquellas fueron equipadas con depresores tipo Roots.
En 2010 se adquirieron otras cuatro máquinas a BDZ. Tres de ellas son FAUR similares a las anteriores, pero de la serie 76, fabricadas en 1982 y que operaron en el ramal Cherven Bryag - Orjahovo. La cuarta es una locomotora de maniobras (serie 81 de BDZ) de origen soviético, fabricada en 1982 por Kambarski Mashinostroitelni Zavod.

### Material remolcado
Los primeros vagones del RFIRT procedían mayoritariamente de la dotación del Ministerio de Marina en la Base Naval Puerto Belgrano, donde habían sido empleados para el transporte de carbón entre los depósitos y los buques de guerra. Eran 190 vagones de cuatro ruedas y carrocería de madera, con capacidad nominal de 6 toneladas, construidos alrededor de 1910 y reacondicionados en los talleres del antiguo FCBBNO en Bahía Blanca. Esta partida incluía también algunos vagones tanque; algunos de estos tanques fueron removidos y colocados de a pares sobre plataformas Familleureux.
Del depósito de Puerto Madryn se destinó otro material remolcado al RFIRT, sin uso por haberse abandonado el proyecto de ferrocarril patagónico en trocha de 750 mm. Este material, fabricado en 1922 en Bélgica por la S. A. Ateliers de Construction de et à Familleureux y arribado en 1951 incluía al menos dos vagones de bordes altos (serie 3001 de los Ferrocarriles del Estado - FCE), 9 vagones plataforma (serie 4001 de FCE), algunos vagones tanque (serie 7001), furgones (serie 1001), dos coches ambulancia (construidos a partir de vagones para hacienda de dos pisos, serie 6001) y alrededor de una decena de coches de pasajeros de primera (serie 1101) y segunda clase (serie 1201).

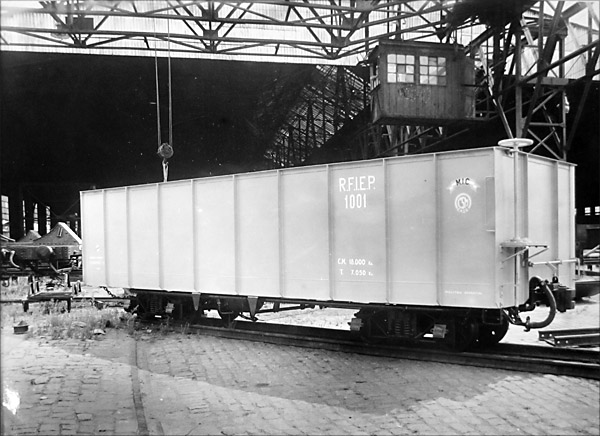
El primer vagón carbonero Ferrodinie (número de serie 1001) en la fábrica de Avellaneda, 1954

Pronto resultó evidente que los pequeños vagones de madera de dos ejes y seis toneladas que constituían el núcleo principal de material para el transporte de carbón resultaban insuficientes. En 1954 se encomendó a la empresa estatal Ferrodinie que fabricara 660 vagones carboneros volcadores de acero de 7,8 m de longitud, montados sobre dos bogies de dos ejes, con capacidad de carga de 17 toneladas y peso bruto de 23 toneladas, más 30 vagones cubiertos, 20 vagones plataforma, 30 vagones para hacienda, 6 furgones de cola, dos vagones cubiertos de servicio, 2 quitanieves y una grúa de auxilio. Las unidades fueron producidas en la planta que Ferrodinie tenía en Avellaneda (Buenos Aires) y despachadas por vía marítima a Río Gallegos. Estos vagones constituyeron por más de cincuenta años el corazón del material traccionado del RFIRT.
En 1986 COMSAL construyó en los talleres de San Antonio Oeste un prototipo de vagón carbonero de 32 toneladas de capacidad. Pero este prototipo no tuvo éxito, y fue convertido en vagón tanque de agua. Entre 1954 y 2006, las necesidades transitorias de vagones se suplieron comprando unidades usadas del Ferrocarril General Belgrano, que por ser de trocha de 1000 mm presentaban menos dificultades de adaptación.
Los vagones más recientes son una serie de 100 góndolas carboneras con frenos de aire comprimido Knorr-Bremse y dos coches de pasajeros fabricados por un consorcio argentino integrado por EMEPA y Ferromel S.A. en sus plantas de Chascomús y Laguna Paiva. Este proceso de adquisición, licitado en el año 2006, también incluyó la reconstrucción de 190 vagones del stock existente en talleres instalados por los contratistas en Río Turbio. La entrega de los vagones nuevos y reacondicionados fue completada a fines de 2011.

### Otro material rodante
A comienzos de la década de 1960 fueron adquiridos a la empresa estatal francesa Sofrerail ocho autovías Billard con motores Alsthom V8 refrigerados por aire de 100 HP, con transmisión mecánica y accionamiento final a cadena, para ser utilizadas fundamentalmente en tareas de vía y obras. Hacia 1965 algunas de estas unidades fueron utilizadas para el servicio local de pasajeros entre la mina y las localidades cercanas, pero resultaron poco eficaces para la tarea y volvieron a su propósito original. El servicio local fue prestado por formaciones traccionadas por las Henschel reconstruidas por ASTARSA.
También se utilizaron una o dos autovías construidas en los talleres de Puerto Madryn de los Ferrocarriles Patagónicos.

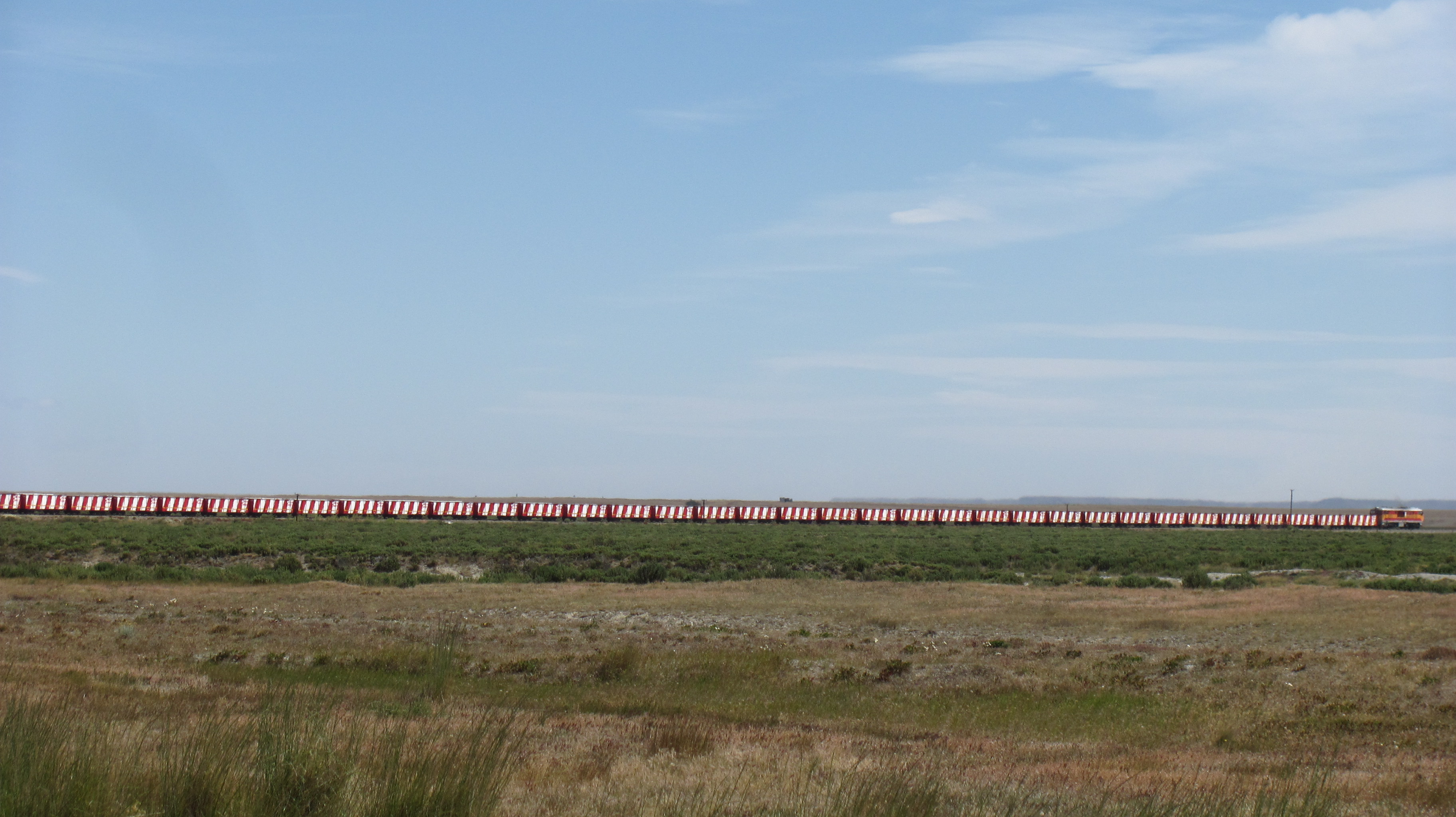
Formación con 45 vagones rumbo a Río Turbio